# Hemiexarnis iuguma
Hemiexarnis iuguma là một loài bướm đêm trong họ Noctuidae.